# ジェームズ・スミス＝スタンリー

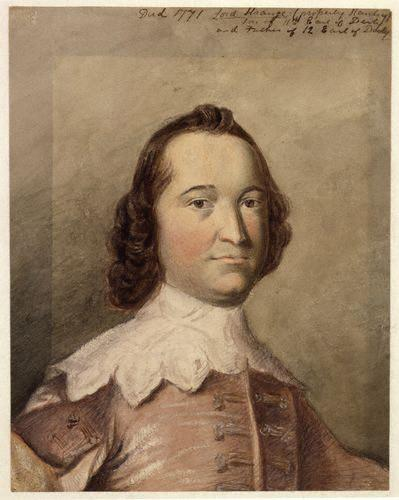
1749年頃の肖像画。

ストレンジ卿ジェームズ・スミス＝スタンリー（英語: James Smith-Stanley, Lord Strange PC、出生名ジェームズ・スタンリー（James Stanley）、1717年1月7日 – 1771年6月1日）は、グレートブリテン王国の政治家。ランカスター公領大臣を務めた（在任：1761年 – 1771年）。「ストレンジ卿」の儀礼称号を使用したが、実際にはストレンジ男爵の継承権を有さず、僭称だった。

## 生涯
第5代準男爵サー・エドワード・スタンリー（後の第11代ダービー伯爵）とエリザベス・ヘスキス（Elizabeth Hesketh、1694年8月29日 – 1776年2月24日、ロバート・ヘスキスの娘）の息子として、1717年1月7日に生まれ、29日にプレストンで洗礼を受けた。1729年にウェストミンスター・スクールに入学、1735年にライデン大学に進学したのち、1737年頃にグランドツアーに出た。
ダービー伯爵家はランカシャー選挙区で1議席を支配するほどの影響力を有したものの、1736年に10代伯爵ジェームズ・スタンリーが死去すると、それまでの議員だった5代準男爵サー・エドワード・スタンリーが爵位を継承して11代伯爵になった。これにより補欠選挙が行われたが、11代伯爵の長男にあたるストレンジ卿が未成年だったため、ダービー伯爵家は候補者を出せず、議席をトーリー党のピーター・ボールドに奪われた。そして、1741年イギリス総選挙ではストレンジ卿が成人していたため出馬し、無投票で庶民院議員に当選した。以降1771年に死去するまで同選挙区で再選を繰り返した。
議会では無所属として行動したが、ホレス・ウォルポールは1749年に「全般的にはトーリー党側で投票している」と記述している。1744年のフランスによるイギリス侵攻計画や1745年ジャコバイト蜂起ではハノーヴァー朝を支持したが、部隊招集に向けた募金を「チャールズ1世の暴挙に例えて」反対した。以降もヘンリー・ペラムの首相期には野党の立場を維持したが、1751年に政府が主張した土地税率据え置きに賛成した。
1757年初に行われたジョン・ビングの軍法会議に関する弁論ではビング側に立ち、軍法会議の裁判官を批判した。同年4月と6月の2度にわたり、ヘンリー・フォックスが組閣を試みたとき、ストレンジ卿はフォックスの組閣が失敗すると見抜いて、自身がかねてより望んでいたランカスター公領大臣への就任を辞退した。同年から1771年までランカシャー統監を務めた。
1761年12月に大ピット派議員ジョージ・クックが提出した動議に賛成したことで国王ジョージ3世が（北部担当国務大臣の第3代ビュート伯爵ジョン・ステュアートへの手紙で）不快感を示したが、翌年5月までにストレンジ卿のランカスター公領大臣就任が議論されるようになり、11月に第9代キノール伯爵トマス・ヘイがランカスター公領大臣から辞任するとストレンジ卿は12月にその後任に任命され、同12月15日に枢密顧問官に任命された。しかし、大臣としての賃金1,200ポンドの受け取りを拒否し、宮廷から距離を置いたほか、与党側に立つことをせず無所属議員を貫き通し、ジョン・ウィルクスの誹謗文書事件では首相ジョージ・グレンヴィルと同じくウィルクスを批判したものの、批判の内容は異なったという。
第1次ロッキンガム侯爵内閣期（1765年 – 1766年）には1765年印紙法の廃止に反対票を投じ、チャタム伯爵内閣期（1766年 – 1768年）では与党側に立ったとされ、グラフトン公爵内閣期（1768年 – 1770年）ではウィルクスの庶民院議員就任に強硬に反対し、ノース内閣期（1770年 – 1782年）ではロンドン市長ブラス・クロスビーによる議事録出版問題をめぐりクロスビーのロンドン塔投獄を支持したとされる。
1771年6月1日にバースで卒中を起こして死去、オームズカークで埋葬された。父に先だって死去しており、爵位を継承することはなかった。遺言状では「ストレンジ子爵」の儀礼称号を使用した。

## 家族
1747年3月17日、ルーシー・スミス（Lucy Smith、1759年2月5日没、ヒュー・スミスの娘）と結婚、同時に「スミス」を姓に加えた。2人は2男3女をもうけた。
- エドワード（1752年 – 1834年） - 第12代ダービー伯爵
- トマス（英語版）（1753年 – 1779年） - 庶民院議員、生涯未婚
- エリザベス（1796年4月13日没） - 1778年7月28日、第3代準男爵サー・トマス・ホートンと結婚、子供あり
- ルーシー（1833年没） - 1772年4月25日、ジェフリー・ホーンビー（Geoffrey Hornby、1750年 – 1812年7月31日、エドマンド・ホーンビーの息子）と結婚、子供あり